# Haute-Saône
Haute-Saône (70) is een Frans departement.

## Geschiedenis
Het departement was een van de 83 departementen die werden gecreëerd tijdens de Franse Revolutie, op 4 maart 1790 door uitvoering van de wet van 22 december 1789, uitgaande van een deel van de provincie Franche-Comté.
Het departement werd ook gekenmerkt door de Frans-Duitse Oorlog met de veldslagen van Héricourt en Villersexel, maar ook de nabijheid van het beleg van Belfort. Het departement verwelkomde Elzassers die op de vlucht waren voor de annexatie van Elzas-Lotharingen.

De Frans-Duitse Oorlog in de Haute-Saône
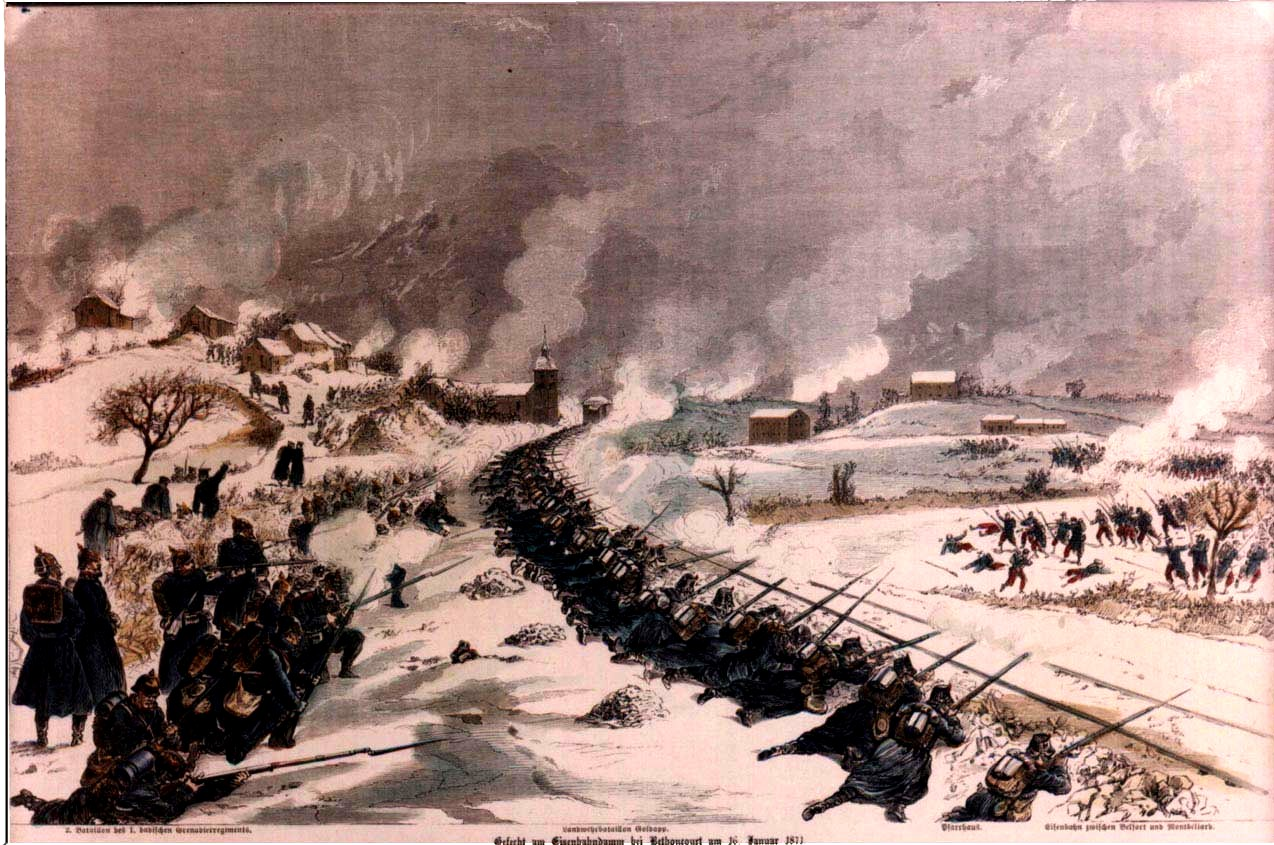
Slag bij de Lisaine (Héricourt)
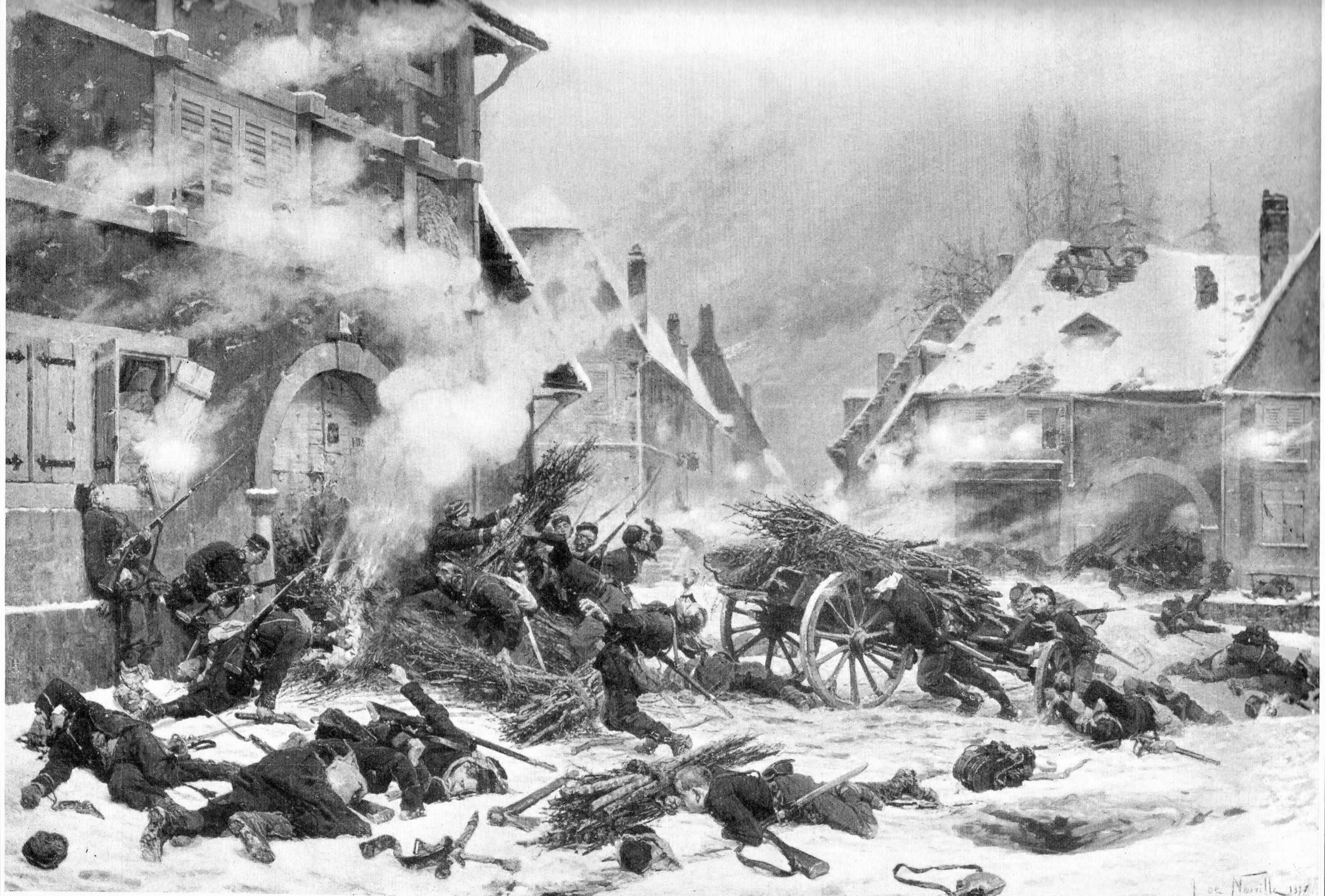
Slag bij Villersexel
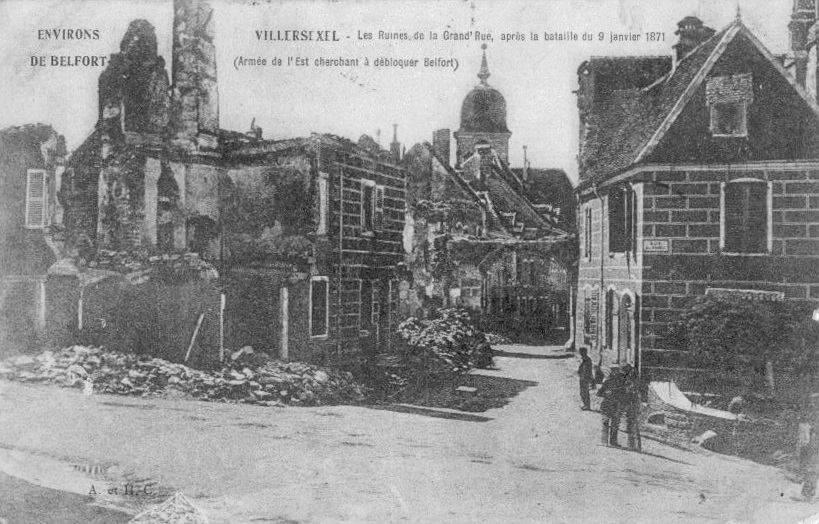
Uitzicht op de vernietiging van Bourg de Villersexel
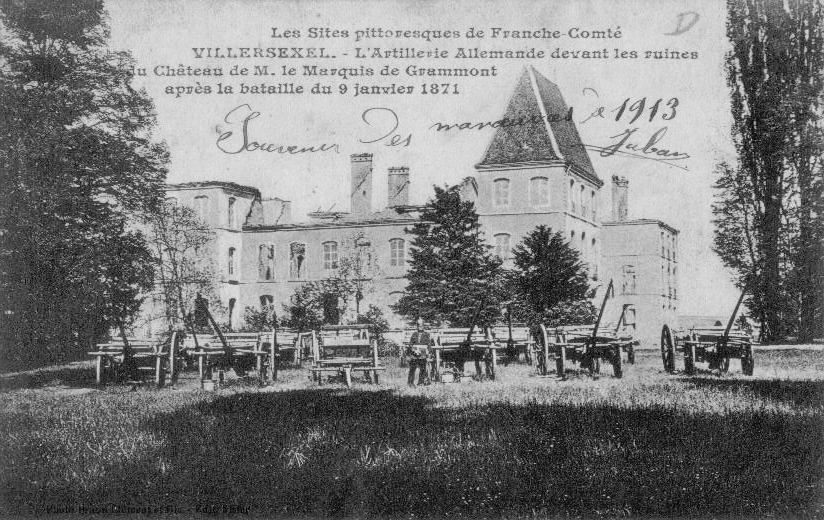
Duitse artillerie voor de ruïnes van het kasteel van Villersexel

Het departement heeft een belangrijk mijn- en industrieel verleden (kolen, zout, ijzer, lood-zilver-kopermijnen, bitumineuze schalie, schrijfwaren, spinnen, weven, smederijen, gieterijen, tegelzetters, mechanische fabrieken).

Emblematische industrieën van de Haute-Saône
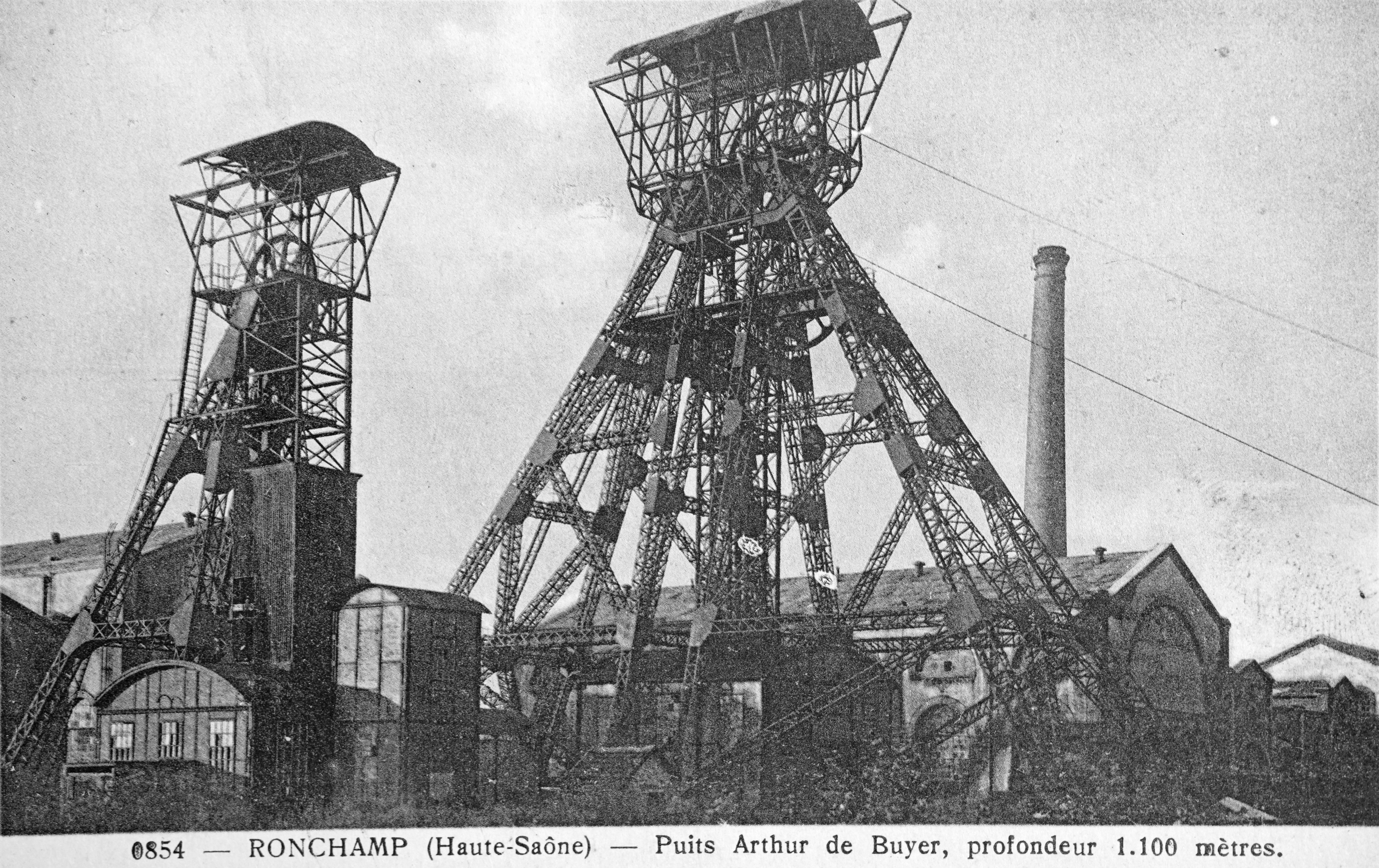
Steenkoolmijn Arthur-de-Buyer (1.010 m) de diepste kolenmijn van Frankrijk tussen 1900 en 1910
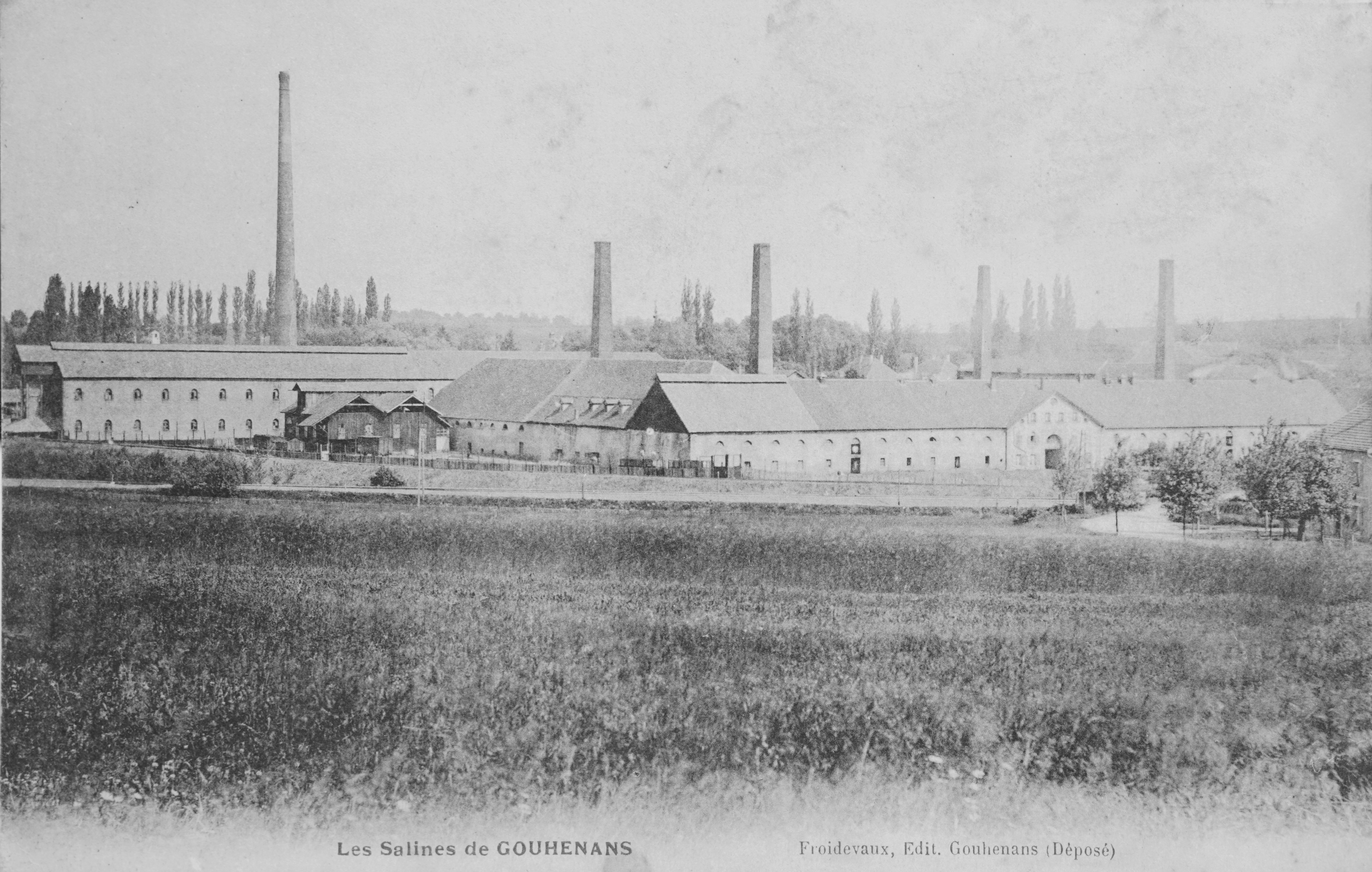
De zoutfabriek van Gouhenans is een van de belangrijkste van Frankrijk in de 19e eeuw
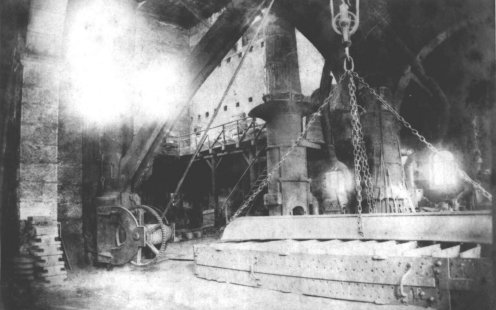
Binnenaanzicht van de Varigney-fabriek (Dampierre-lès-Conflans), de ijzerindustrie werd ontwikkeld tot het midden van de 20e eeuw
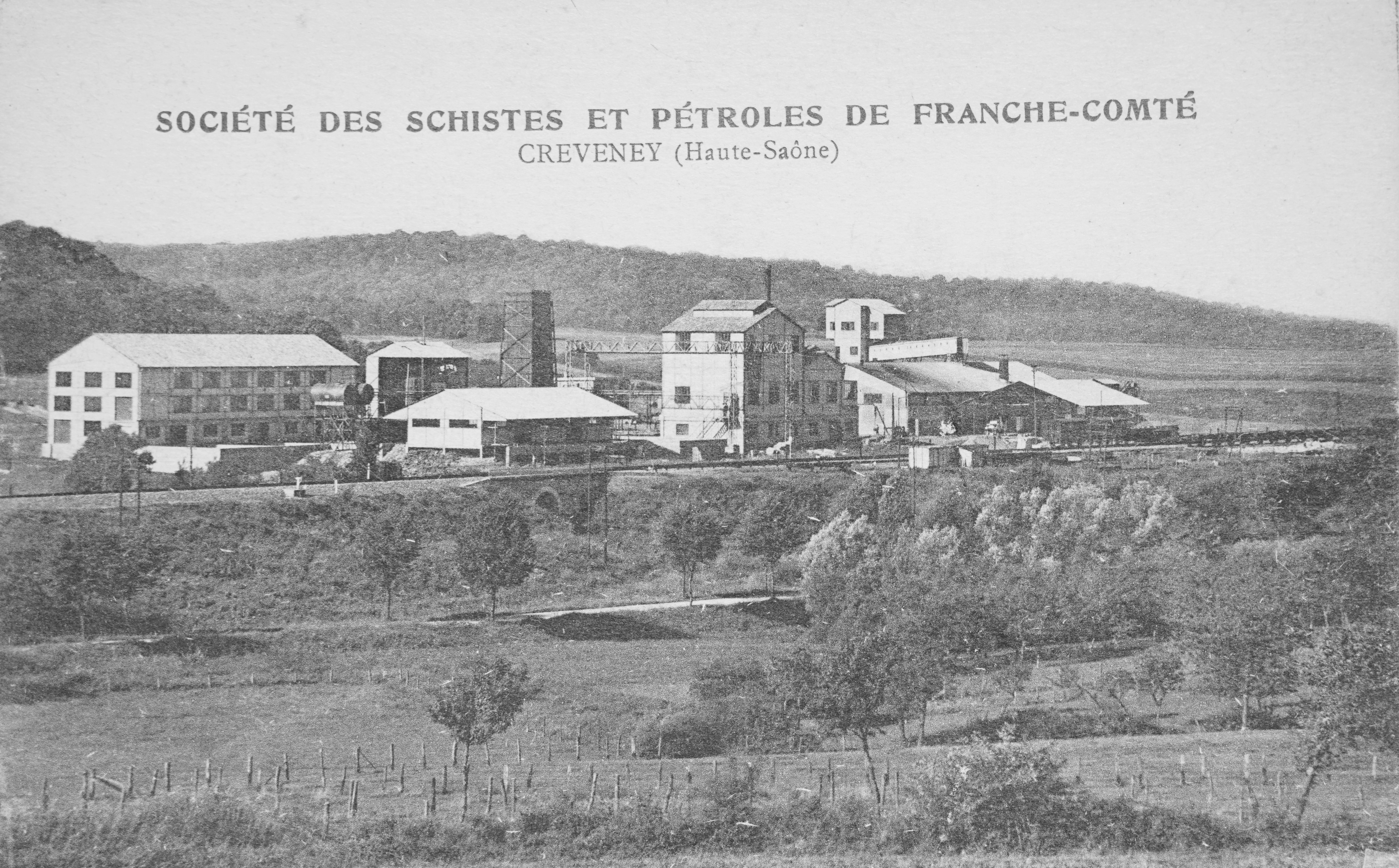
Creveney bitumineuze schalie-distillatie-installatie, een zeldzame industrie in Frankrijk tussen de twee wereldoorlogen

## Geografie
Haute-Saône grenst aan de departementen Côte-d'Or, Haute-Marne, Vosges, Territoire de Belfort, Doubs en Jura.
Haute-Saône bestaat uit de twee arrondissementen:
- Arrondissement Lure
- Arrondissement Vesoul

Haute-Saône heeft 17 kantons:
- Kantons van Haute-Saône

Haute-Saône heeft 545 gemeenten:
- Lijst van gemeenten in het departement Haute-Saône

Landschap
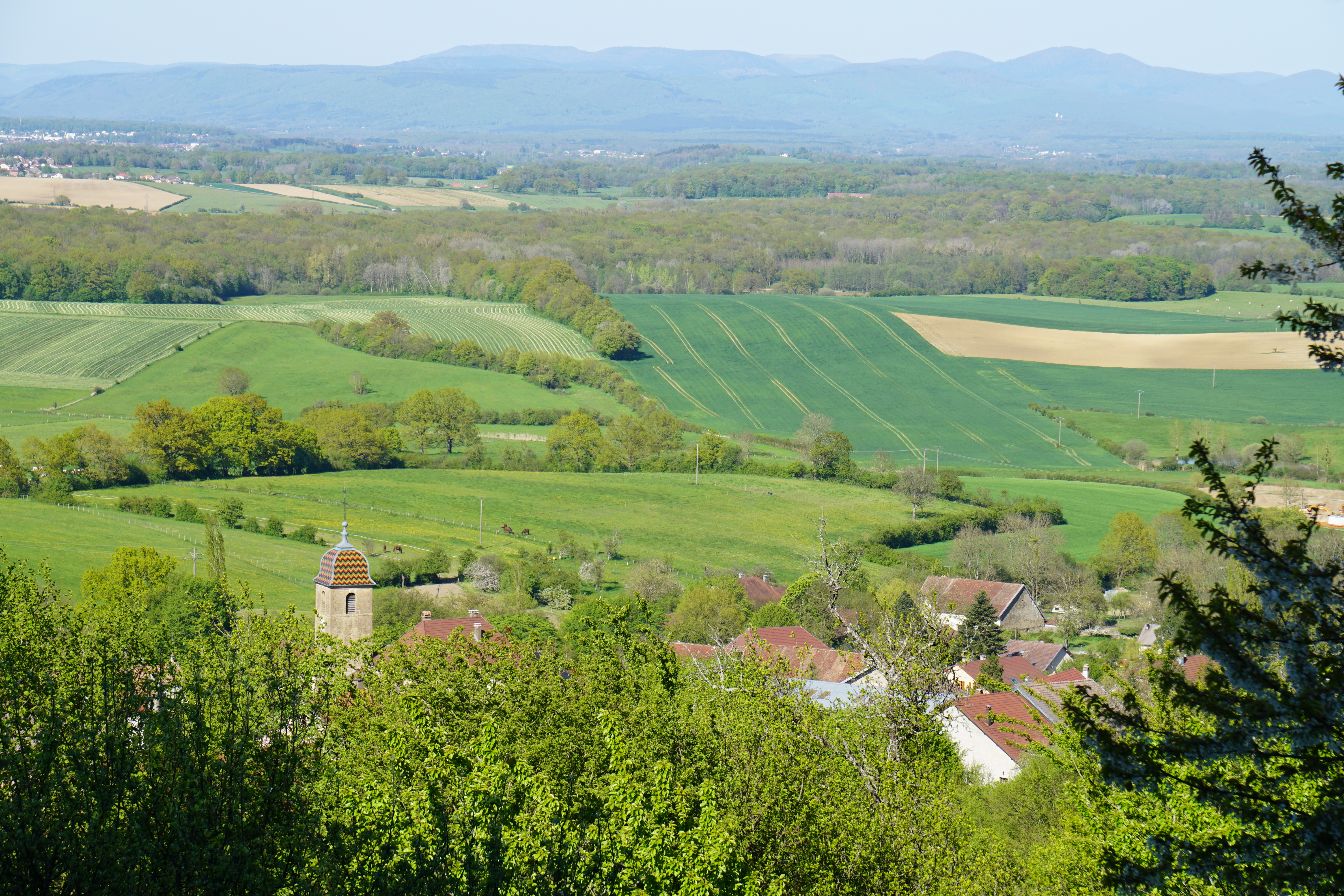
Het gebied van Lure en de Vogezen in het oosten van het departement
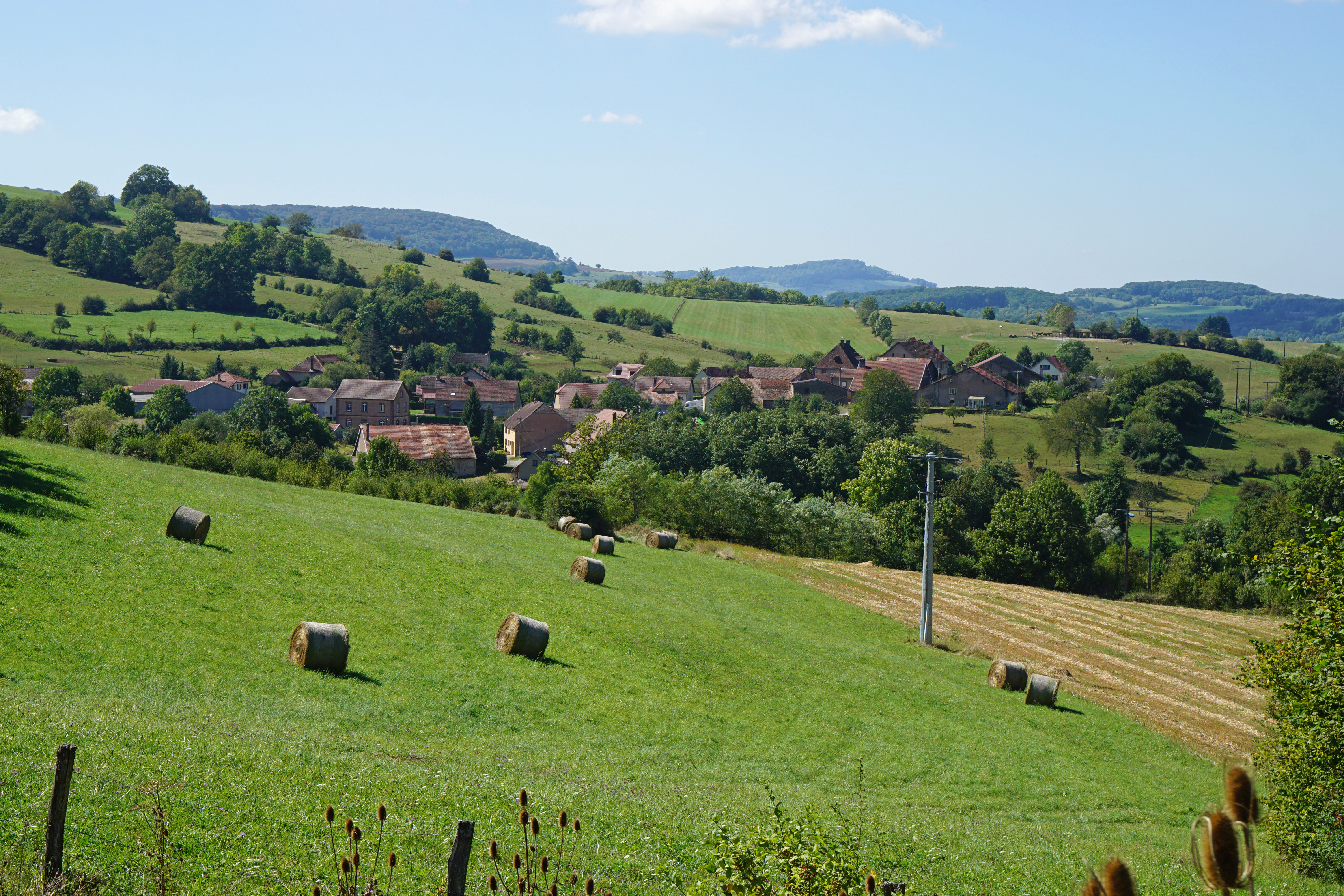
Landschap in het zuidoosten
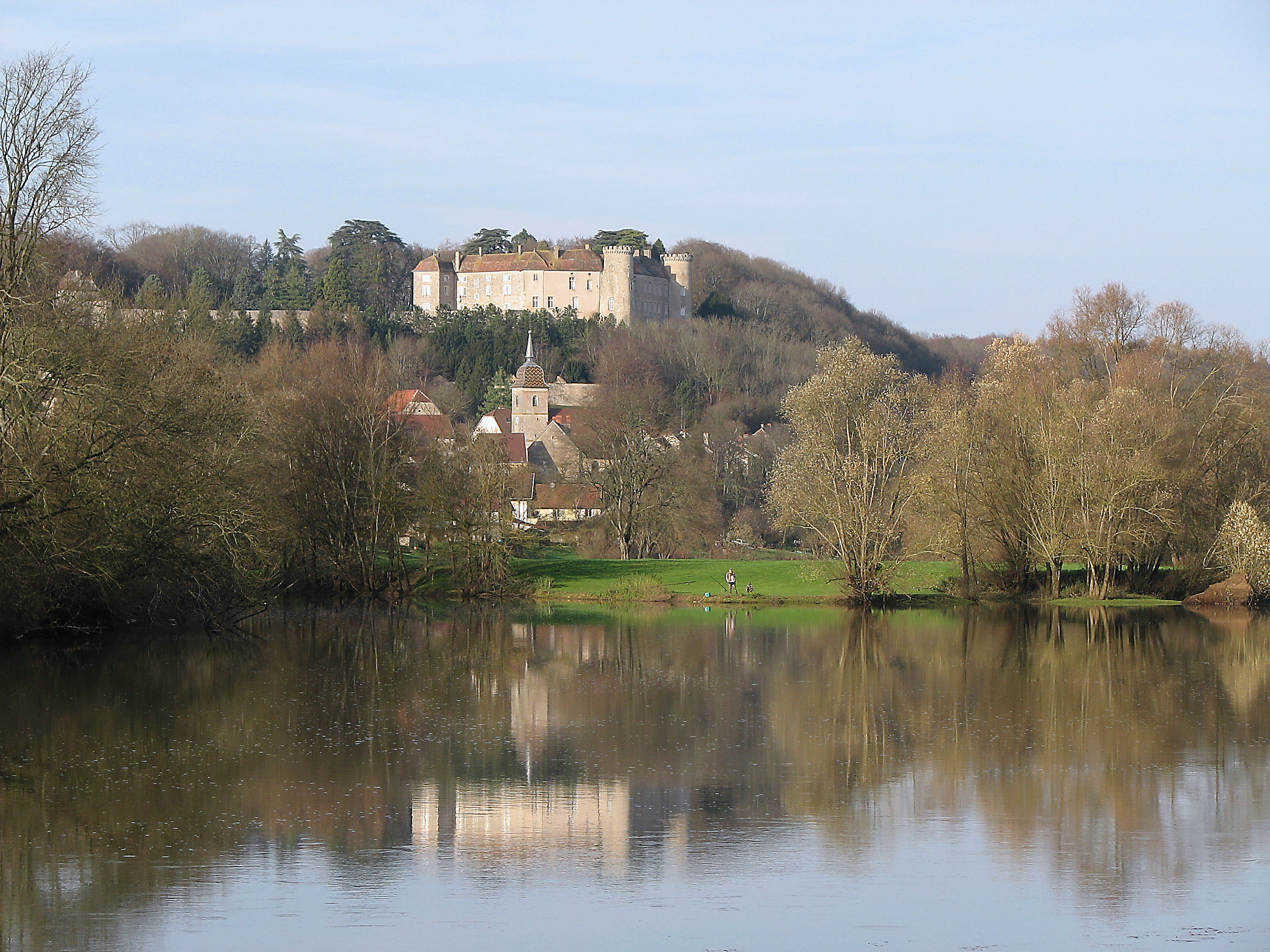
Ray-sur-Saône in het westen van het departement
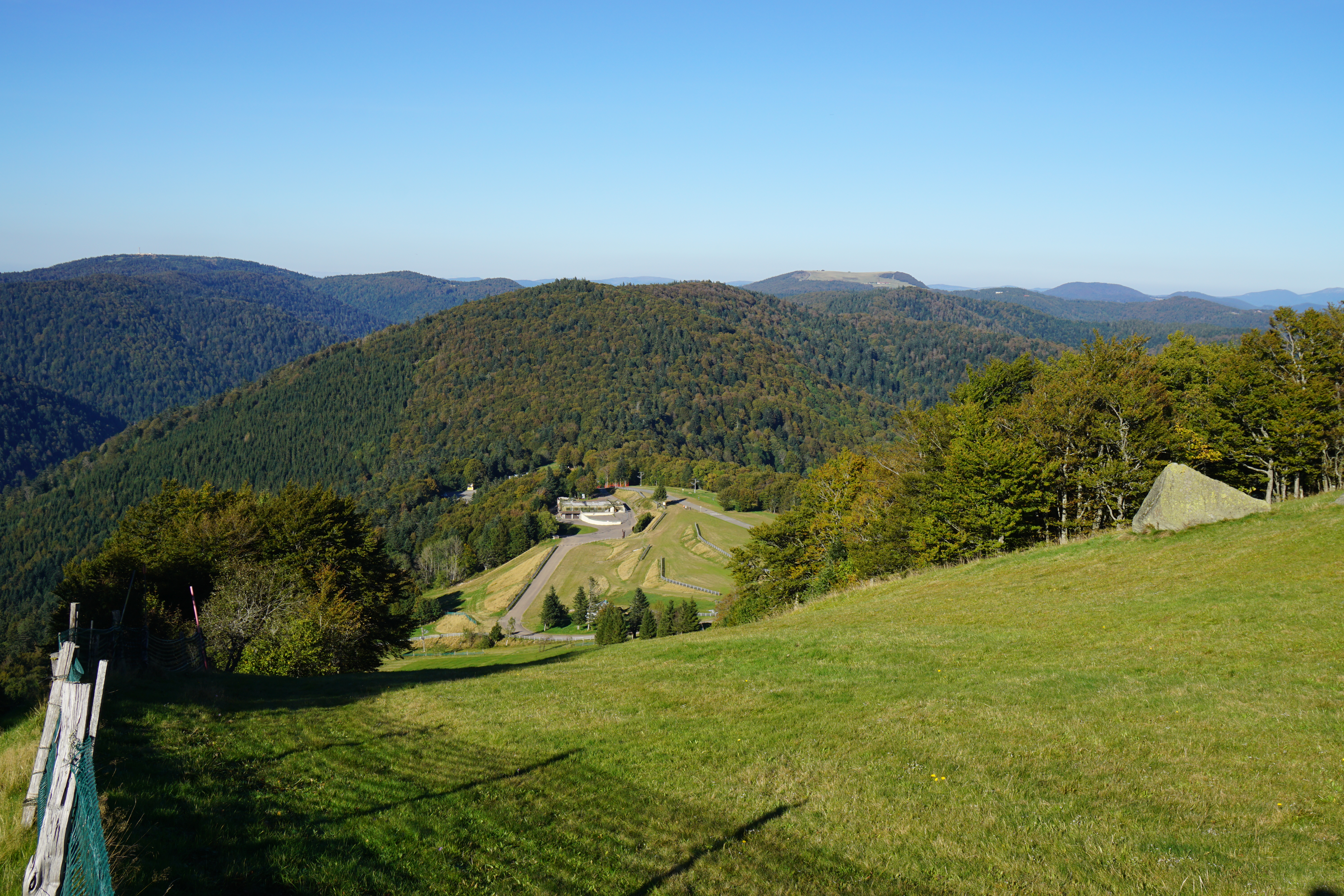
Planche des Belles Filles (Tour de France), Berg noordoosten
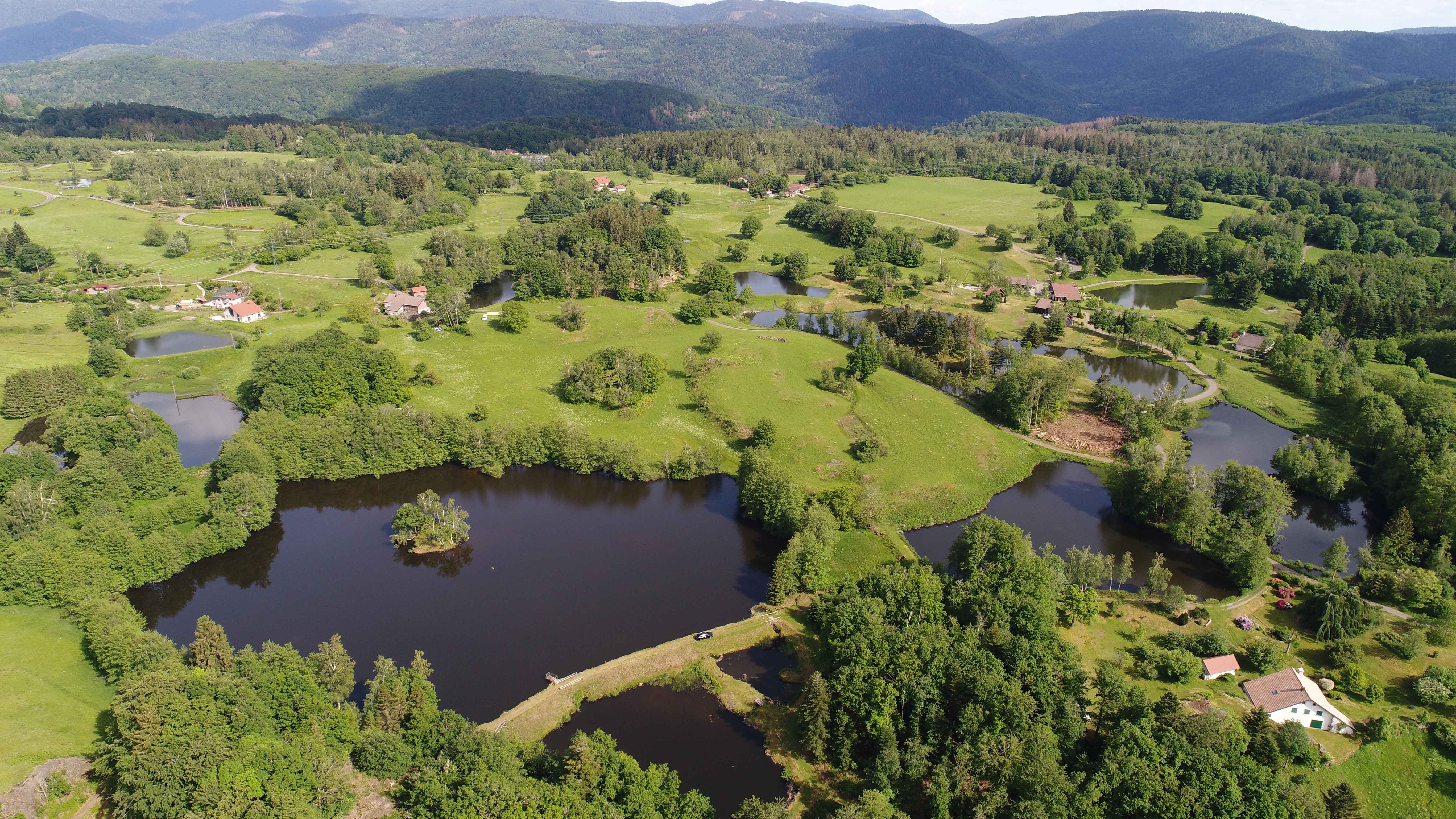
Landschap van Plateau des Mille Étangs

## Demografie
De inwoners van Haute-Saône heten Haut-Saônois.

### Demografische evolutie sinds 1962
| Naam        | Index 1962 | Index 1968 | Index 1975 | Index 1982 | Index 1990 | Index 1999 | Index 2008 | Index 2019 |
| ----------- | ---------- | ---------- | ---------- | ---------- | ---------- | ---------- | ---------- | ---------- |
| Haute-Saône | 100,0      | 102,8      | 106,5      | 111,2      | 110,1      | 110,1      | 114,3      | 112,9      |
| Frankrijk*  | 100,0      | 107,1      | 113,3      | 117,0      | 121,9      | 126,0      | 133,8      | 140,1      |

| Naam        | Inw./Km² 1962 | Inw./km² 1968 | Inw./km² 1975 | Inw./km² 1982 | Inw./km² 1990 | Inw./km² 1999 | Inw./km² 2008 | Inw./km² 2019 |
| ----------- | ------------- | ------------- | ------------- | ------------- | ------------- | ------------- | ------------- | ------------- |
| Haute-Saône | 38,9          | 40,0          | 41,5          | 43,3          | 42,8          | 42,9          | 44,5          | 43,9          |
| Frankrijk*  | 84,2          | 90,1          | 95,4          | 98,5          | 102,7         | 106,1         | 112,7         | 119,7         |

Frankrijk* = exclusief overzeese gebieden
Bron: Recensement Populaire INSEE - 1962 tot 1999 population sans doubles comptes, nadien Population Municipale
Op 1 januari 2022 had Haute-Saône 233.920 inwoners.

### De 10 grootste gemeenten in het departement
| #  | Gemeente                  | Aantal inwoners (2022) |
| -- | ------------------------- | ---------------------- |
| 1  | Vesoul                    | 15.306                 |
| 2  | Héricourt                 | 10.525                 |
| 3  | Lure                      | 7.912                  |
| 4  | Luxeuil-les-Bains         | 6.674                  |
| 5  | Gray                      | 5.455                  |
| 6  | Fougerolles-Saint-Valbert | 3.777                  |
| 7  | Champagney                | 3.674                  |
| 8  | Échenoz-la-Méline         | 3.187                  |
| 9  | Port-sur-Saône            | 2.966                  |
| 10 | Saint-Loup-sur-Semouse    | 2.842                  |